# 大安寺

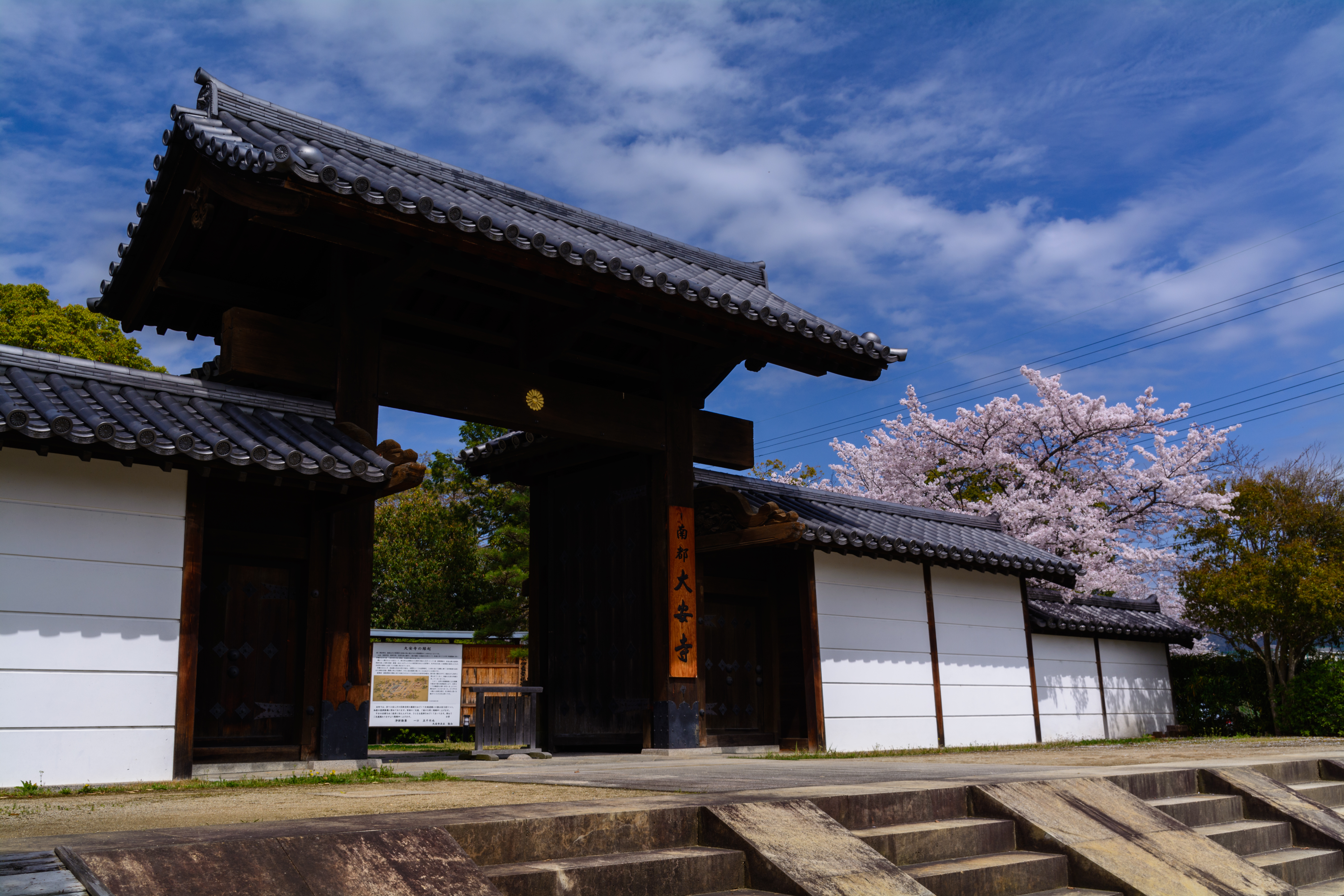
南門

大安寺（だいあんじ）は、奈良県奈良市大安寺二丁目にある高野山真言宗の寺院。山号はなし。本尊は十一面観音。開基は舒明天皇と伝える。南都七大寺の1つで、奈良時代から平安時代前半までは、東大寺や興福寺と並ぶ大寺であった。現在は癌封じの寺として有名である。

## 概要
縁起によれば、聖徳太子の建てた「熊凝精舎」（くまごりしょうじゃ、「熊凝道場」とも）が官寺となり、その後に移転や改称を繰り返したとされる。平城京に移って大安寺を称した時の伽藍は東大寺、興福寺と並んで壮大であり、東西に2基の七重塔が立ち（七重塔を持つ南都七大寺は他には東大寺のみ）、「南大寺」の別名があった。この時代、東大寺大仏開眼の導師を務めたインド僧・菩提僊那をはじめとする歴史上著名な僧が在籍し、日本仏教史上重要な役割を果たしてきた。
平安時代以後は徐々に衰退し、寛仁元年（1017年）の火災で主要堂塔を焼失して以後は、かつての隆盛を回復することはなかった。現存する大安寺の堂宇はいずれも近世末から近代の再建であり、規模も著しく縮小している。奈良時代にさかのぼる遺品としては、8世紀末頃の制作と思われる木彫仏9体が残るのみである。
現代は癌封じなどにご利益（りやく）がある寺となっている。参拝者が、竹筒に入れて温めた日本酒を飲んで健康を祈る「笹酒祭り」は、奈良時代末期の光仁天皇の故事にちなむと伝承されている。  　　　

## 歴史

### 創建
当寺の歴史については、天平19年（747年）の『大安寺伽藍縁起并流記資財帳』（だいあんじがらんえんぎ　ならびに　るきしざいちょう、以下『大安寺資財帳』）と正史『日本書紀』『続日本紀』の記述が根本史料となっている。これによれば、病床の聖徳太子を田村皇子（後の舒明天皇）が見舞った際に、皇子に「熊凝精舎」を大寺として造営してほしいと告げた、という。「大寺」とは文字どおり「大きな寺」の意味でもあるが、原義は「私寺」に対する「官寺」の意である。
「熊凝精舎」は、大和郡山市額田部（ぬかたべ）に現存する額安寺（額田寺）がその跡ともいわれる。石田茂作は「熊凝精舎 = 額田寺」説をとったが、福山敏男は、熊凝精舎を額田寺に当てる説は鎌倉時代の『聖徳太子伝私記』に初めてみえることなどから、熊凝精舎の実在自体を疑問視し、日本仏教興隆の祖とされる聖徳太子を創立者に仮託した伝承とみる。平安京に移ってからの大安寺の伽藍整備に力のあった僧・道慈が額田氏の出身であるところから、額田氏の氏寺である額田寺と関連づけられたのではないかとみられている。

### 百済大寺

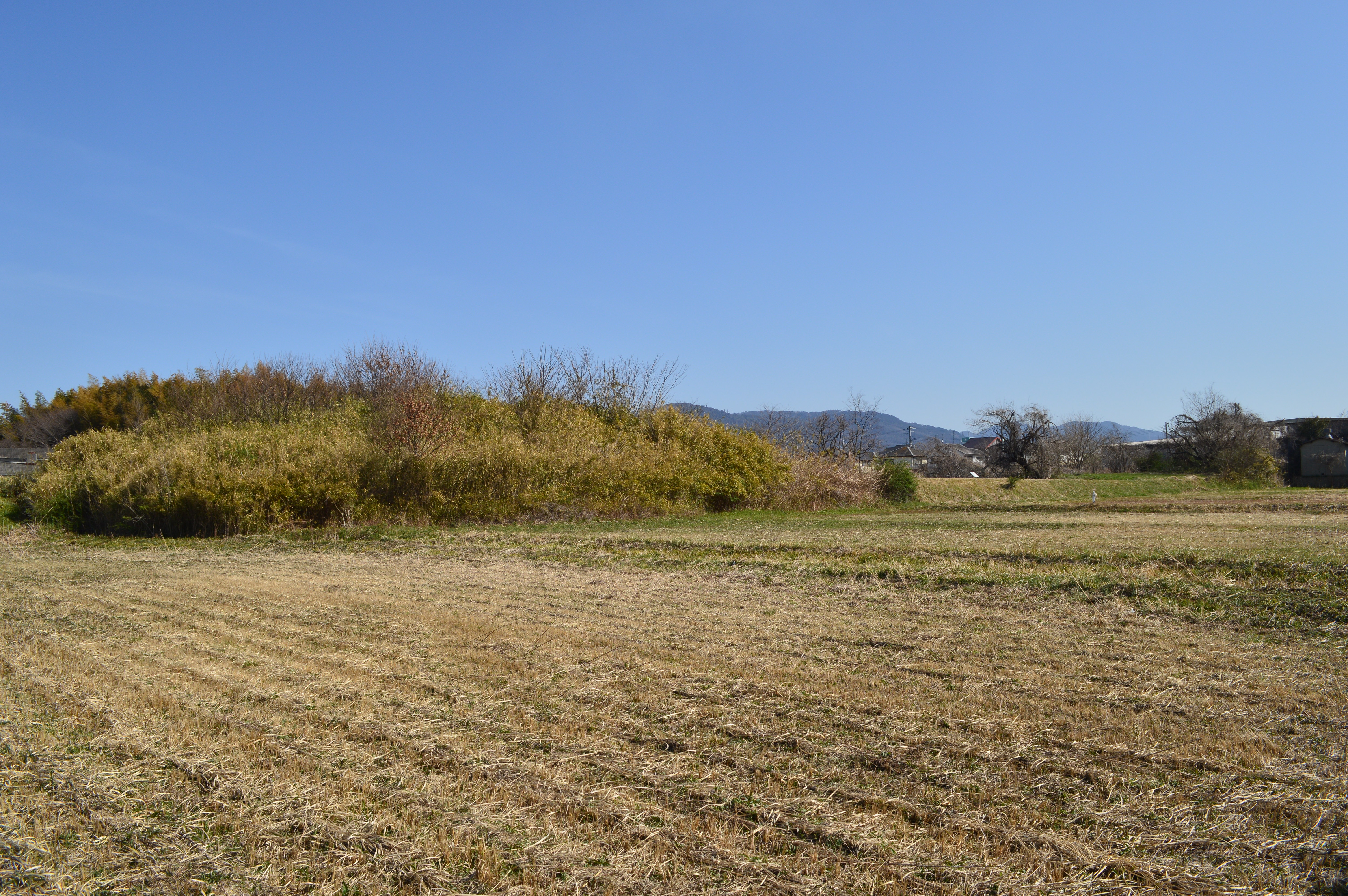
百済大寺跡に比定される吉備池廃寺跡（桜井市）

田村皇子は太子の意向を承けて、即位後の舒明天皇11年（639年）、百済川のほとりに大宮と大寺を建て始めた。『日本書紀』の同年七月条には「今年、大宮及び大寺を造作（つく）らしむ」「則ち百済川の側（ほとり）を以て宮処とす」とある。これが百済大宮と百済大寺である。
百済大寺は日本最初の官寺であり、国の大寺として尊崇を集めた。『日本書紀』によれば大化元年（645年）8月には孝徳天皇が大寺に使いを派遣して十師を定め、このとき恵妙（慧妙とも）が百済大寺の寺主となっている。
百済大寺の位置は長年不明であった。奈良県北葛城郡広陵町の百済寺を百済大寺跡とする説は江戸時代からあったが、飛鳥から遠く離れた同地と舒明天皇との関連は明確でなく、付近に天皇建立の寺院らしき寺跡の発見や古瓦の出土もない。奈良国立文化財研究所（現・奈良文化財研究所）による調査の結果、1997年（平成9年）に奈良県桜井市南西部にある吉備池廃寺跡が百済大寺跡と推定されるとの見解を発表した。この寺跡は藤原宮跡の東方、かつて磐余（いわれ）と呼ばれた地区にある。その後、2002年（平成14年）まで継続された発掘調査では、吉備池廃寺の伽藍の様子が明らかになった。吉備池廃寺は東に金堂、西に塔が建つ法隆寺式伽藍配置の寺院であったことが明らかになり、発掘された古瓦の様式年代からもこの寺院が舒明天皇11年（639年）に建立された百済大寺に該当する可能性は高いと見られている。

### 高市大寺
天武天皇2年（673年）12月17日、御野王（「みののおおきみ」で美濃王と同じ）と紀訶多麻呂が造寺司に任命され、この時に寺を百済の地から高市の地に移したとあり（『大安寺資財帳』）、『日本書紀』の同じ日の条に、美濃王と紀訶多麻呂が造高市大寺司に任命されたとある。この前年の天武天皇元年（672年）は、壬申の乱で天武天皇（大海人皇子）が勝利している。高市に寺を移した年は、天武天皇の父舒明天皇の三十三回忌、母斉明天皇の十三回忌にあたることが指摘されている。

### 大官大寺

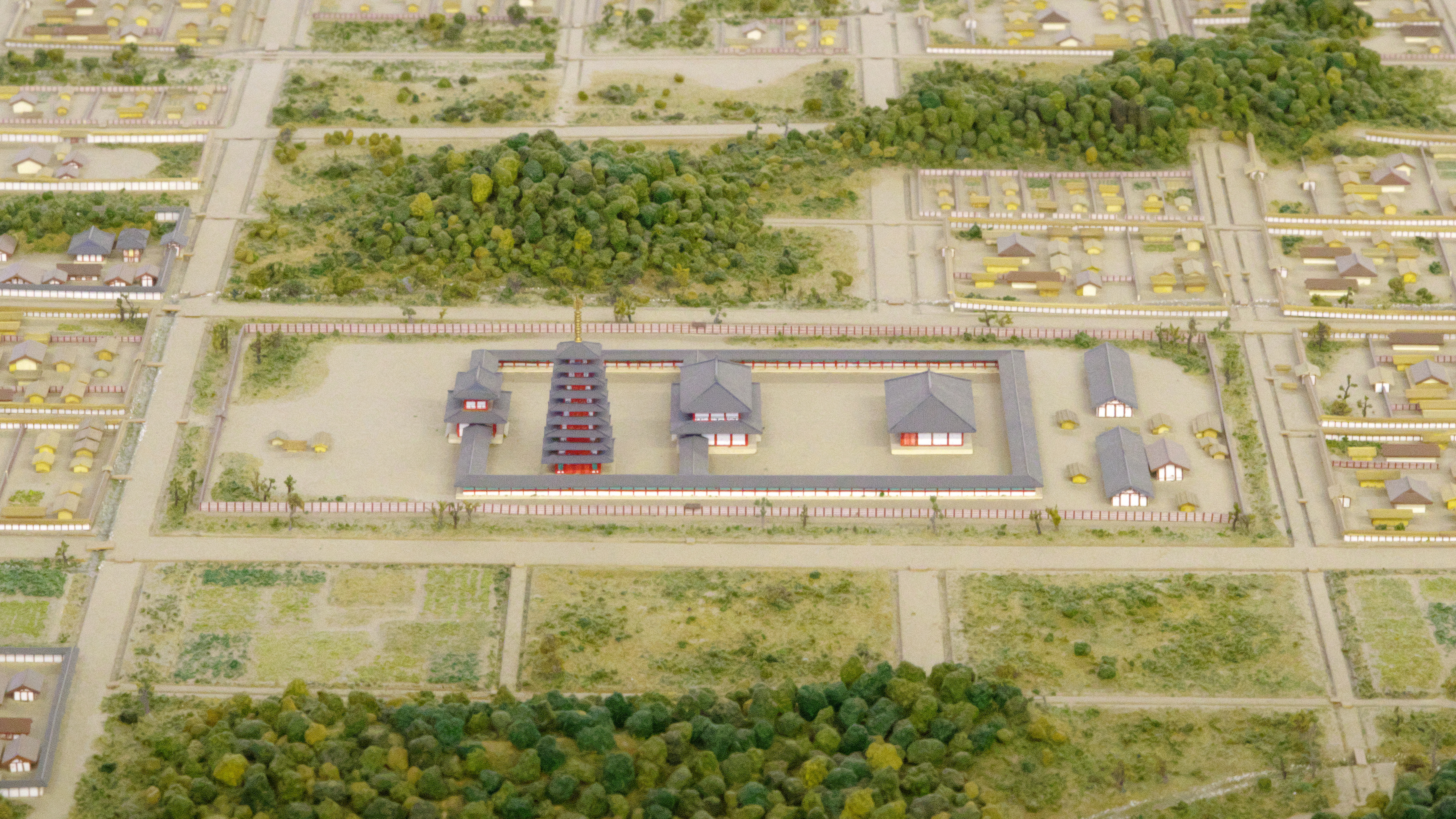
大官大寺伽藍の模型、東側より見る。橿原市藤原京資料室蔵藤原京1/1000模型の一部

『日本書紀』『大安寺資財帳』には、天武天皇6年（677年）9月、この高市の大寺を改称し、大官大寺としたと見える。その後も文武天皇（在位697年 - 707年）の治世に至っても大官大寺の堂塔の造営が行われている状況が窺える。ただし、天武朝の大官大寺（高市大寺）と文武朝の大官大寺の関係については、1965年（昭和40年）に田村吉永が別寺説を唱えた。その後の発掘調査や研究の進展（後述）により、両者は別の場所に建っていた可能性が高いと考えられている。改称前の高市大寺の所在については不明であるが、香久山の西北、藤原宮の東にあった木之本廃寺が有力候補とされている。

#### 大官大寺跡
平城京遷都に従い本寺も新都へ移り（→#大安寺）、現地は遺構が残ることとなった。後に編まれた『釈日本紀』には、寺号の読みを「だいくわんだいじ」とあり、「おほつかさのおほてら」という読みも付されている。文字通り「官立の大寺」という意味である。寺跡は年月を経たが、この地には堂跡と塔跡の土壇が残り、ここが大官大寺の跡であるという伝承が近世からあった。
幕末から明治初期にかけて、岡本桃里という人物が寺跡を調査した際には、堂跡には45個の礎石、塔跡には心礎と34個の礎石が残っていたが、1889年（明治22年）から始まった橿原神宮の造営工事のために礎石はあらかた持ち出されてしまった。なお、堂跡の土壇については、付近の小字名を「コードー」と言ったことから、講堂跡と見なされていたが、後年の発掘調査の結果、正しくは金堂跡であることが判明している。1904年（明治37年）に本沢清三郎が調査した際には数個の礎石を残すのみであったが、礎石を抜き取った跡の穴は残っていた。本沢が作成した見取り図によると、堂は桁行9間、梁間4間、塔は方5間であった（「間」は長さの単位ではなく、柱間の数を意味する）。

#### 大官大寺跡の昭和の発掘調査
1973年（昭和48年）から1982年（昭和57年）にかけて奈良国立文化財研究所の行った発掘調査によって伽藍配置が明らかになった。伽藍配置は中門、金堂、講堂が南北に一直線に並び、中門左右から出た回廊が金堂に達し、回廊で囲まれた方形の区画の東側（金堂の右手前）に塔が位置する、一塔一金堂式の伽藍配置であったことが確認された。金堂、塔、中門、回廊、講堂のほか、寺域を区切る掘立柱塀の存在も伽藍の東方・西方・北方で確認されたが、廻廊内の西側（金堂の左手前）には建物跡が検出されていない。東西の回廊はさらに北方に続き、講堂の背後で閉じていた。つまり、講堂の周囲は回廊で囲まれていた。塔は初層1辺に柱が6本ならび柱間が5つという方5間の大規模なもので、伝承のとおり九重塔であったと推定される。金堂の平面規模は桁行9間（45メートル）、梁間4間（21メートル）、塔は方5間（15メートル）であった。飛鳥時代の他の大寺の金堂の平面が15×11メートル程度、塔が方6.5メートル程度であるのに比べると格段に大規模な伽藍である。寺域は藤原京の条坊に合わせて計画され、東が東四坊大路、西が東三坊大路、南が十条大路、北が九条条間路で囲まれた地区に位置していた。
発掘された寺域跡からは焼け土や焼けた瓦が検出された。屋根の垂木が焼け落ちて地面に突き刺さった痕跡を残している箇所もあり、中門、回廊などは、建設工事の足場跡の穴にも焼け跡がみられたことから、これらの建物は建設途上で火災に遭ったとみられる。以上のことから、この寺は、金堂などの主要建物がようやく完成し、中門、回廊などは工事中の段階で火災に遭ったことが判明した。平城京への移転の年次については正史『続日本紀』には記載がなく、いくつかの説があるが、霊亀2年（716年）の移転とみるのが通説とされている。この説の根拠は、『続日本紀』の霊亀2年5月条に「元興寺を左京六条四坊へ移し建てる」という意味の記載があり、この「元興寺」を「大官大寺」の誤記とするものである。なお、『扶桑略記』によれば飛鳥の大官大寺は和銅4年（711年）に火災があったとし、すなわち遷都の翌年の平城京への移転前に火災に遭ったことになる。
さらに出土した土器や瓦（複弁八弁蓮華文軒丸瓦と均整唐草文軒平瓦）の編年から、この伽藍の建立は天武朝まではさかのぼらず、持統天皇の末年から文武天皇の初年頃（7世紀最末期）であったことが推定された。以上のことから、前述の天武朝に建立された高市大寺とは年代が合わず、高市大寺と大官大寺とは別の位置にあったとする説が有力となっている。
遺構は現在も奈良県明日香村小山にあり、現在は国の史跡に指定されている。寺跡の北には大和三山のうちの香久山、南には飛鳥浄御原宮跡が位置している。

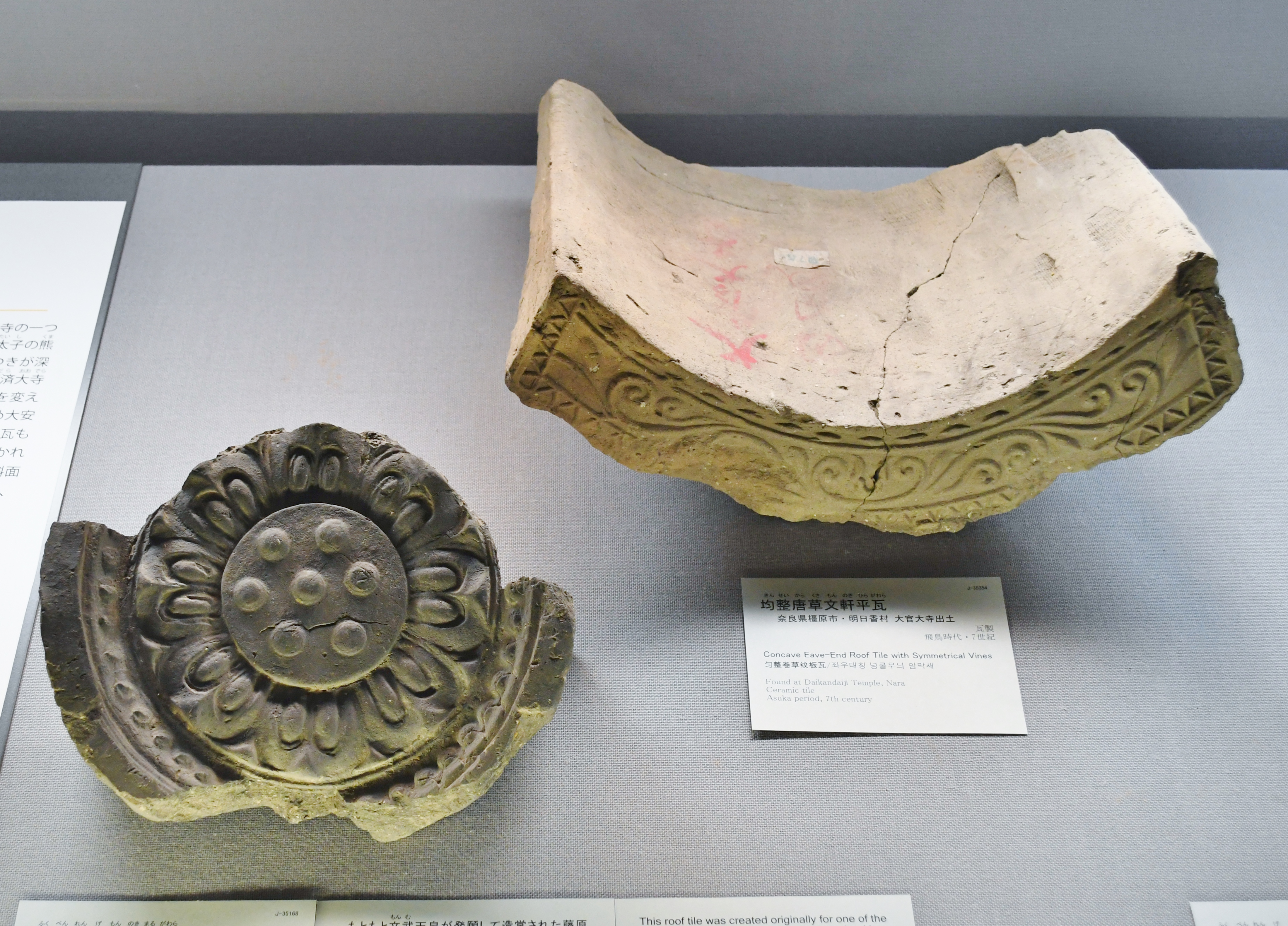
出土瓦 東京国立博物館展示。

- 出土瓦
東京国立博物館展示。

### 大安寺

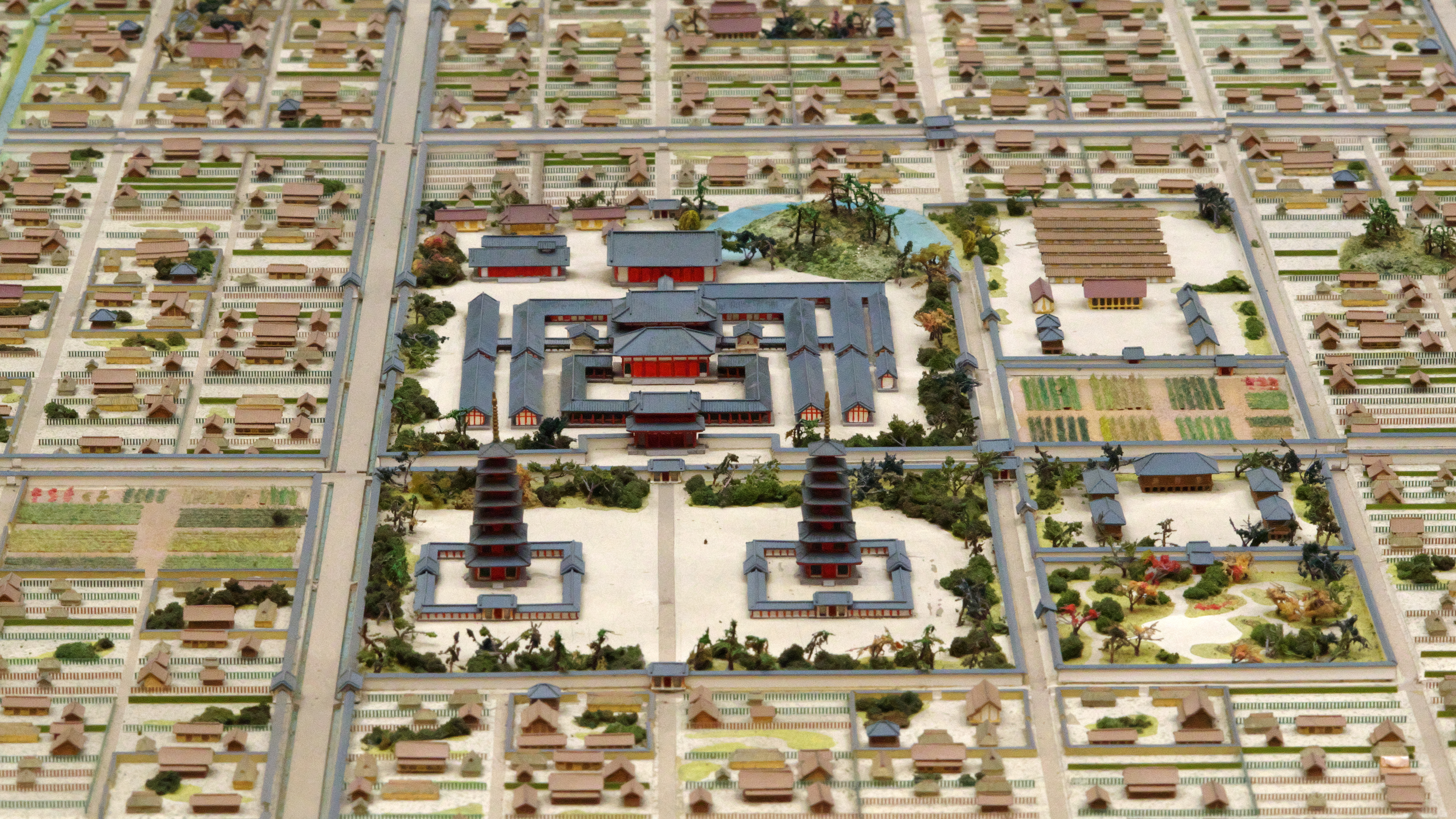
奈良時代の大安寺伽藍の模型、南側より見る。奈良市役所所蔵平城京1/1000模型の一部

和銅3年（710年）の平城京への遷都に従い、飛鳥地方にあった7世紀建立の寺院のうち、法興寺（飛鳥寺とも、→元興寺）、薬師寺（→遷都後の薬師寺）、厩坂寺（うまやさかでら、かつては山階寺、→興福寺）などは新都へ移転している。大官大寺も、説では霊亀2年（716年）に平城京左京六条四坊の地へ移転し、大安寺となった。これらはすべて後に東大寺、西大寺、法隆寺（あるいは唐招提寺）とともに南都七大寺に数え上げられている。伽藍は天平10年（738年）頃には東塔・西塔以外はほぼ完成している。東塔は奈良時代後半に、西塔は主要伽藍では最後となる奈良時代末期から平安時代初頭に建立された。塔は大官大寺までは九重塔だったが、今回は七重塔として建立されている。主要伽藍の他に禅院・太衆院・賤院・苑院・倉垣院・花園院などがあった。
平城京の街路は1町（約109メートル）ごとに碁盤目状に配され、4町ごとに走る東西路は一条大路、二条大路…、南北路は一坊大路、二坊大路…、と名付けられていた。大安寺の正門にあたる南大門は六条大路に面して建っていたが、寺域は六条大路の南側にも伸び、東西3町、南北5町に及ぶ広大なものであった。伽藍配置の特色は、東西両塔が金堂から大きく離れ、南大門の外側（南方）に建つことであり、「大安寺式伽藍配置」と称されている。なお、伽藍の北には杉山古墳があり、そのまま境内に取り込まれる形となっていた。
大安寺の金堂に祀られていた本尊・乾漆造釈迦如来像は『大安寺資財帳』に天智天皇発願の像と記され、名作として知られていた。平安時代末期の保延6年（1140年）に南都の諸寺を巡った大江親通の『七大寺巡礼私記』は、薬師寺の本尊像（現存、国宝）についての記述のなかで、「薬師寺の本尊像は優れた作だが、大安寺の釈迦像には及ばない」という趣旨のことを述べている。平安時代末期に和様彫刻様式を完成させた仏師・定朝も大安寺の釈迦像を模作したことが知られている。
この時代の大安寺は元興寺と並んで日本における三論宗の2大流を成した。三論宗は、隋代に嘉祥大師吉蔵（549年 - 623年）が大成した宗派で、智蔵の弟子で唐に16年間滞在した留学僧・道慈は、護国経典として重視された新訳『金光明最勝王経』を日本にもたらし大安寺の整備に尽力するなど、道慈は奈良時代に上代仏教史上重要な人物である。『大安寺資財帳』の天平19年（747年）の記録によれば、当時大安寺には887名の僧が居住していた。唐僧・鑑真を日本へ招請するため唐に派遣された普照と栄叡、空海や最澄と交流のあった勤操、また最澄の師にあたる行表も大安寺の僧であり、大安寺が日本の上代仏教の発展に果たした役割は大きかった。天平8年（736年）、大安寺には行基、理鏡、栄叡、普照らの招きにより、インド僧の菩提僊那、唐僧の道璿、林邑（チャンパ、現在のベトナム）僧の仏哲が来朝して滞在するなど、帰化僧・留学僧を含む著名な僧も在籍した。菩提僊那は東大寺大仏開眼の導師を務めた僧として知られる。

鬼面紋鬼瓦 奈良市埋蔵文化財調査センター展示。
三彩垂木先瓦 奈良市埋蔵文化財調査センター展示。
軒瓦 奈良市埋蔵文化財調査センター展示。
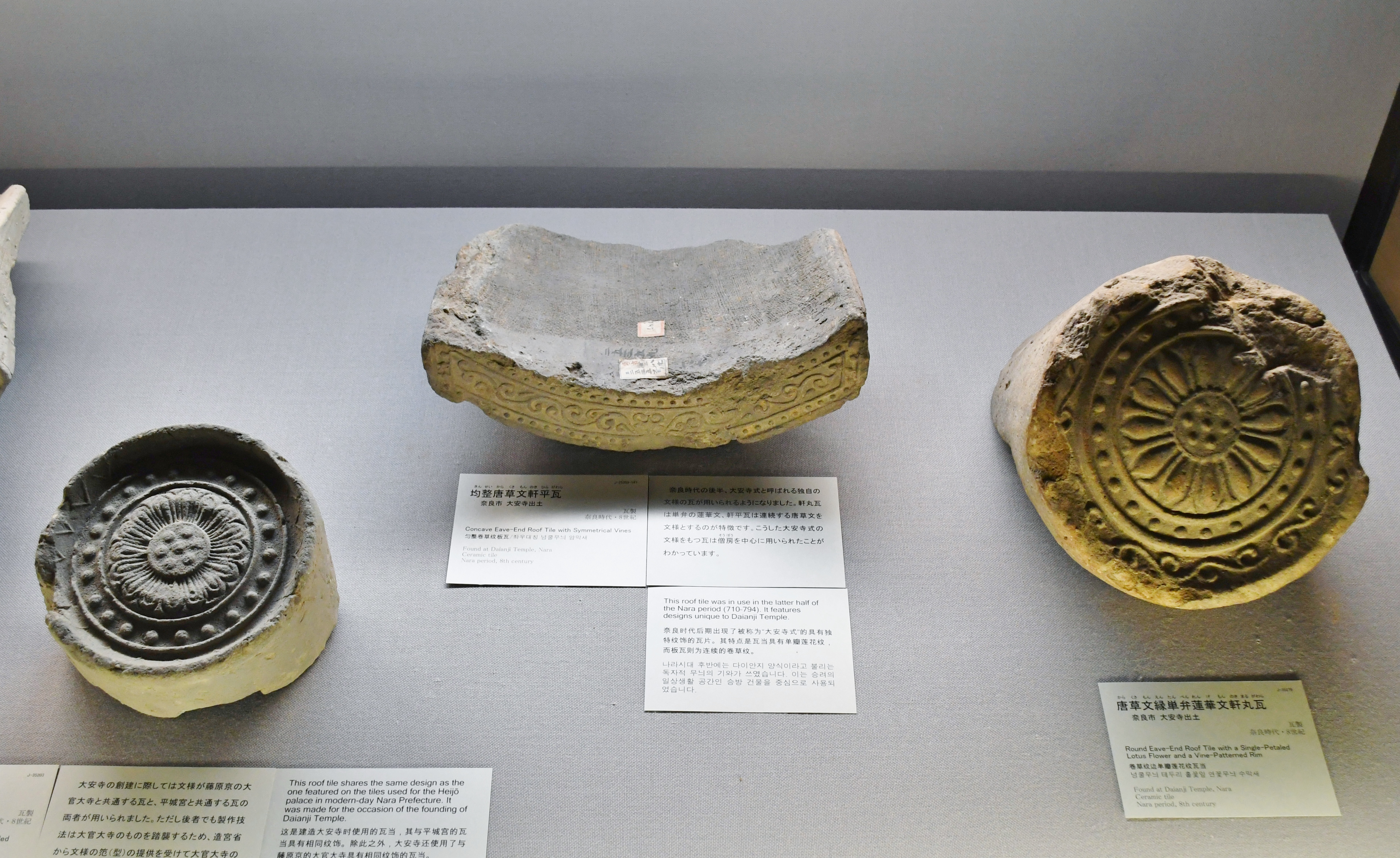
軒瓦 東京国立博物館展示。
「大寺」・「大安寺左右酒」銘墨書土器 奈良市埋蔵文化財調査センター展示。

### 平安京遷都後の大安寺
都が平安京へ移った後、天長6年（829年）には空海が大安寺の別当に補されている。この頃に神仏習合が進み、貞観元年（859年）には八幡神を勧請し、八幡宮（現・元石清水八幡宮）を東塔の北側に建立している。しかし、仏教は東寺や延暦寺を中心とした密教に中心が移ったため、宗風は次第に振るわなくなっていった。
延喜11年（911年）に火災が発生して伽藍に被害が出ている。天暦3年（949年）に西塔が落雷で焼失すると、寛仁元年（1017年）3月1日には大火災が発生し、本尊・釈迦如来像と東塔を残して堂舎はことごとく焼失してしまった。永久4年（1116年）までには主要伽藍は再建されたが、これ以降はかつての規模を取り戻すことはなく次第に衰退していった。その後、興福寺の末寺となっている。
永仁6年（1298年）4月1日、西大寺、唐招提寺、法華寺などと共に将軍家祈祷所とされた。だが、文禄5年（1596年）閏7月20日の慶長伏見地震で本尊の釈迦如来像はついに失われてしまい、江戸時代には小さな観音堂1つを残すのみとなった。
1882年（明治15年）、奥山慶瑞、佐伯泓澄によって小堂と庫裏が建立されて大安寺が再興されると、1922年（大正11年）には石堂恵猛などによって現在の本堂が建てられた。
なお大安寺自身により、学術論文集『南都大安寺論叢』（南都国際仏教文化研究所編、1995年〈平成7年〉）と、『大安寺史・史料』（1984年〈昭和59年〉）が刊行されている。
当寺の南にはかつての鎮守社であった元石清水八幡宮がある。

## 境内

嘶堂

境内（国の史跡）には本堂、嘶堂（いななきどう）などが建つが、いずれも近代の建物である。
- 本堂 - 1922年（大正11年）再建。本尊十一面観音立像（重要文化財）を安置する。本尊は秘仏で、10-11月のみ公開される。
- 小子坊
- 嘶堂 - 馬頭観音立像（重要文化財）を安置する。像は秘仏で、3月のみ公開される。堂の周囲にはインド八聖地四国八十八ヶ所お砂踏み霊場が設けられている。
- 護摩堂
- 先師供養塔 - 大安寺に住した名僧知識の供養塔。
- 美流孔（みるく）塚 - 乳癌封じの祈願塚。
- 庫裏
- 獅子吼殿
- 讃仰殿 - 1963年（昭和38年）に建てられた鉄筋コンクリート造の収蔵庫で、楊柳観音立像（重要文化財）など7躯の木彫仏を安置する。
- 十三重石塔
- 山門（南門） - 興福寺旧一乗院の門を移築したもの。復元された南大門の基壇の上に立っている。
- 西塔跡 - 七重塔の跡。心礎が残る。
- 東塔跡 - 七重塔の基壇が復元されている。

## 文化財

### 重要文化財
- 木造十一面観音立像 - 当寺の本尊。頭部は後世のものに変わっている。
- 木造馬頭観音立像 - 重文指定名称は「木造千手観音立像」
- 木造不空羂索観音立像
- 木造楊柳観音立像
- 木造聖観音立像
- 木造四天王立像

上記の6件9躯の木彫仏は奈良時代末期の制作と思われるが、いずれの像も破損が多く、各像の両腕などは大部分が後補のものに変わっている。天平19年の『大安寺資財帳』にはこれらの像に該当するものが見出されないことから、それ以後の造立と思われる。これらの木彫仏は作風的に唐招提寺の旧講堂仏像群との類似が指摘されている。

### 国の史跡
- 大安寺旧境内附石橋瓦窯跡（だいあんじきゅうけいだいつけたりいしばしかわらがまあと） - 「大安寺旧境内」は1921年（大正10年）3月3日指定、 1968年、2006年、2014年、2015年に追加指定あり[22]。史跡指定地には現・大安寺境内のほか、南側の東西両塔跡、北側の杉山古墳を含む[23]。2006年に名称変更して附（つけたり）指定された石橋瓦窯跡は京都府綴喜郡井手町所在[22]。

## 前後の札所
大和十三仏霊場
12 円成寺　-　13 大安寺
聖徳太子霊跡
22 額安寺　-　23 大安寺　-　24 広隆寺
大和北部八十八ヶ所霊場
1 大安寺本堂　-　2 大安寺嘶堂　-　3 西光院
南都七大寺
神仏霊場巡拝の道
16 興福寺　-　17 大安寺　-　18 帯解寺

## アクセス
- 奈良交通バス停「大安寺」から徒歩10分。

## 近隣施設
- 元石清水八幡宮（旧鎮守社）
- 奈良県立図書情報館
- 済生会奈良病院